# Molang
Production
Diffusion
Molang est une série d'animation franco-sud-coréenne produite par le studio d'animation Millimages et réalisée par Marie-Caroline Villand. Elle est diffusée pour la première fois en France, le 2 novembre 2015, sur Canal+ Family et Piwi+ et sur TF1, depuis le 4 septembre 2017.
Au Québec, elle a été diffusée à partir du 26 juin 2017 à Télé-Québec.
Elle met en scène deux personnages : Molang, un lapin et Piu-Piu, un poussin, qui communiquent avec un langage universel : le « molangais ». Ceci permet à la série de facilement s'exporter dans le monde entier et être diffusée dans près de 200 pays.

## Origines
Molang est dessiné pour la première fois en 2010 par Hye-Ji Yoon, une jeune femme sud-coréenne. Il sert d'émoticône pour le service de messagerie instantanée sud-coréen KakaoTalk. Le studio Millimages repère le personnage, qui connaît un petit succès en Corée, et en acquiert les droits mondiaux en 2014,,,.

## Distribution
Bruno Guéraçague prête sa voix à tous les personnages.

## Production

### Déroulement
L'histoire se base sur l'amitié indéfectible de deux personnages : Molang et Piu Piu. Le premier est un lapin blanc toujours joyeux, le second un poussin jaune, timide et émotif.

### Fiche technique
Sauf indication contraire, les informations mentionnées dans cette section peuvent être confirmées par la base de données cinématographiques IMDb,  présente dans la section « Liens externes ».
- Titre français : Molang
- Création : Marie-Caroline Villand
- Réalisation : Marie-Caroline Villand, Stéphanie Misiak (s1-2), Luca Salgado (s4-), Thierry Mesnage Boutry (s5)
- Scénario : Balthazar Chapuis, Jean de Loriol, Jérôme Erbin, Eddy Fluchon, Sonia Gozlan, Sarah Mallet, Mathilde Maraninchi, Florence Marchal, Philippe Naas, Fethi Nedjari, Pierre Olivier, Christophe Patris, Antonin Poirée et Marie-Caroline Villand
- Scenarimage: Stéphane Beau, Nadia Brahimi, Julien Cayot, Matthieu Cordier, Stéphane Cronier, Sophia Daly, Florence Demaret "Mongénie", Frederic Dybowski, Ahmed Guerrouache, Vincent Guérin, Cécile Lavocat, Christophe Le Borgne, David Lopez, Stéphanie Misiak, Khodom Outhaithavy, Kathleen Ponsard, Florent Poulain, Christine "Jie-Eun" Shin, Olivier Som et Jean-Sébastien Vernerie
- Musique : Nicholas Varley
- Production :
  - Producteur : Roch Lener
  - Producteurs exécutifs : Sandrine Arnault-Blondet, Stanislas Renaudeau d'Arc, Djamila Missoum
  - Coproducteurs exécutifs : Nina Degrendel, Judith Enault, Ramy Sharf
- Société de production : Millimages
- Pays d'origine :  France
- Langue originale : « molangais »[n° 1]
- Format :
  - Format image : 1080i, 16/9
  - Format audio : Stéréo
- Genre : série d'animation, shortcom, aventure, familial
- Durée : 3–5 minutes
- Diffusion : voir après
- Public : tout public

### Diffusions internationales
La série utilise un langage inventé, que l'on pourrait assimiler à de l'espéranto : le « molangais » (en référence au nom du personnage principal). Par exemple, « bonne nuit » s'exprime par « bon doudou », et « ko té ta da ki » sert à exprimer la joie ou « j'ai une idée », suivant ce qui est diffusé. Ce langage universel évite les temps de doublage, et permet à la série de s'exporter facilement,,. Elle est diffusée dans plus de 200 pays,, dont une liste non exhaustive est donnée ci-après :
| Pays                                    | Chaînes                               | Date de diffusion                                    | Réf.   |
| --------------------------------------- | ------------------------------------- | ---------------------------------------------------- | ------ |
| Les données manquantes sont à compléter |                                       |                                                      |        |
| Monde entier                            | Netflix                               | Depuis le 1er juillet 2017                           | [ 9 ]  |
| Allemagne                               | KiKA                                  | Depuis le 8 octobre 2019                             | [ 10 ] |
| Canada                                  | Télé-Québec BBC Kids                  | NC                                                   | [ 11 ] |
| Chine                                   | CCTV-14                               | Depuis le 29 janvier 2019                            | [ 5 ]  |
| Corée du Sud                            | EBS                                   | NC                                                   | [ 12 ] |
| États-Unis                              | Disney Junior                         | NC                                                   | [ 3 ]  |
| France                                  | Canal+ Family et Piwi+ TF1            | Depuis le 2 novembre 2015 Depuis le 4 septembre 2017 | ,      |
| Hong Kong                               | TVB                                   | NC                                                   | [ 12 ] |
| Italie                                  | Rai Yoyo                              | Depuis le 17 décembre 2017                           | ,      |
| Norvège                                 | NRK                                   | NC                                                   | [ 14 ] |
| Pologne                                 | MiniMini+ Puls 2 TVP ABC              |                                                      |        |
| Royaume-Uni                             | Cartoonito Tiny Pop                   | Depuis 2016 Depuis 2018                              |        |
| Singapour                               | Okto                                  | NC                                                   | [ 11 ] |
| Thaïlande                               | Thai Public Broadcasting Service (en) | NC                                                   | [ 11 ] |
| Taïwan                                  | Public Television Service (en)        | NC                                                   | [ 11 ] |

## Épisodes
Les saisons classiques se composent de 52 épisodes très courts : 3 min 30 s lors des trois premières saisons et 5 min pour la quatrième.
En ne comptant que les épisodes des 4 saisons normales, 208 épisodes ont été diffusés.

### Saison 1
52 épisodes de 3 min 30 s :
1. La fête
2. Le sapin
3. Les naufragés
4. Le dromadaire
5. Le poisson rouge
6. La valise
7. Nuit blanche
8. La noix de coco
9. La télévision
10. La pêche
11. Le colis
12. La plage
13. Le canapé
14. La promenade à vélo
15. La surprise
16. La brocante
17. Le papillon
18. Le camping
19. La forêt
20. La citrouille
21. Les cow-boys
22. Le bandana
23. Une nuit mouvementée
24. L'automobile
25. Les archéologues
26. Le hoquet
27. La partie de hockey
28. Les bergers
29. La fleur des cimes
30. Le pingouin
31. Le trac
32. La partie amicale
33. Le château
34. Les aventuriers
35. Le phare
36. Le chiot
37. Promenade souterraine
38. Le joueur de foot
39. Le robot
40. L'hôtel
41. Les pompiers
42. Le clés
43. La cigogne
44. La statue
45. Le bébé phoque
46. Les sauveteurs
47. Les embouteillages
48. Le film
49. L'invité
50. La pêche miraculeuse
51. Le ski
52. Super stars

### Saison 2
52 épisodes de 3 min 30 s :
1. Le side-car
2. Le cadeau
3. La varicelle
4. L'aquarium
5. Le concours
6. La jungle
7. Les jeux d'Ecosse
8. Ting Tong
9. Le match de foot
10. La luge
11. DJ Molang
12. Le rodéo
13. Le food-truck
14. Au cirque
15. La cordée
16. La poisse
17. Le piano
18. Cupcake
19. Safari
20. Le golf
21. Maison de vacances
22. Le train fantôme
23. Jour de pluie
24. La fanfare
25. Les étoiles filantes
26. Le vendeur
27. Le boomerang
28. À la ferme
29. L'école de ski
30. Le potager
31. Kung-Fu
32. Les robinsons
33. Les acrobates
34. Le casting
35. Coup de vent
36. Le pot de confiture
37. Le perroquet
38. Le petit singe
39. L'incroyable animal
40. Seul sur la banquise
41. Le copain de la jungle
42. Le monstre sous le lit
43. Une bouteille à la mer
44. L’œuf
45. La souris
46. Le rallye
47. Les supporters
48. Petit creux
49. Monsieur Muscles
50. La brioche
51. Le bouquetin
52. Flash Mob

### Saison 3
52 épisodes de 3 min 30 s :
1. La notice
2. Tapis volant
3. Top Modèle
4. Le groupe de rock
5. Les livreurs
6. Vive les pompiers
7. Le Père Noël
8. La boîte
9. Le mulet
10. La lampe magique
11. Le Yéti
12. La fête foraine
13. Le sauvetage
14. Les détectives
15. Gardes du corps
16. L'extraterrestre
17. La baleine
18. L'araignée
19. Chaud devant!
20. Super Molang
21. La grenouille
22. Electro Molang
23. Le chevalier
24. L’œuf de Pâques
25. Les copains de l'espace
26. La chorale
27. Le dragon
28. Chuuuuuut!!
29. Le fantôme
30. Un nouveau copain
31. Mini Molang
32. Maison fantôme
33. Le condor
34. Le balai
35. Molang comédien
36. Les rois de la glisse
37. Méga Piu Piu
38. La tempête
39. La tortue
40. L'oisillon
41. Le bonnet
42. Les lutins
43. Dans la nature
44. Le panda
45. Les apprentis sorciers
46. Une statue de sable
47. Le pull
48. Les danseurs
49. Le husky
50. L'appel de la forêt
51. La compétition
52. Le grand voyage

### Saison 4
52 épisodes de 5 min
1. À l'abri
2. Le nouveau monde
3. Le tournoi
4. La perruque
5. Les baies
6. Le pigeon
7. L’élixir
8. Les cerises
9. Le jardin de Versailles
10. Le chaton à dents de sabre
11. La course de char
12. La rivière
13. La montgolfière
14. Chevaliers et Dragons
15. Excalibur
16. Le cyclope
17. Le parfum
18. La croisière
19. Le roi s'ennuie
20. Le collier du roi
21. La bicyclette
22. Mousquetaire
23. L'oie
24. La grande lessive
25. L'oiseau chanteur
26. Le métier de rêve
27. La révérence
28. Le labyrinthe
29. Pégase
30. La photographie
31. De toutes les couleurs
32. Le feu
33. Voltige
34. Les pionniers de l'aviation
35. Le samouraï
36. Les musiciens
37. Les jeux du cirque
38. Les sirènes
39. L’œuf de bois
40. La rose
41. L'île aux trésors
42. La licorne
43. Les Mariachis
44. Molang roi
45. Loch Ness
46. Le Titanic
47. Un grand cœur
48. Zéro
49. Les Vikings
50. Le troll
51. La visite
52. Hercule

### Saison 5
52 épisodes de 5 min
1. La vie est belle
2. Cinq étoiles
3. Le petit mammouth
4. Piu Piu Elvis
5. La relève
6. Le ménestrel
7. Invictus
8. Le bal des fantômes
9. L'art du gourdin
10. Iron Piu Piu
11. La plante
12. Boulets de coco
13. Un monstre dans la forêt
14. Mon premier sapin
15. Le cheval
16. La potion
17. Les troubadours
18. Momie star
19. Un amour de fée
20. Le roi cochon
21. Au bois dormant
22. Le serpents à plumes
23. Le héros
24. Les pionniers
25. La poupée de chiffon
26. La poule aux œufs en chocolat
27. La mèche
28. Le triton
29. Alien
30. Piu Piu des étoiles
31. 20 000 déchets sous les mers
32. Tombé du ciel
33. Le mousquetaire à lunettes
34. Buckingham
35. Merlin en fait trop
36. Sa majesté l'araignée
37. Les tentacules du pirate
38. La lampe maléfique
39. Le robot parfait
40. Le parapluie
41. Le javelot
42. Molang au foyer
43. Le petit nuage
44. Le jouet
45. Dracula
46. Une girafe à Versailles
47. Maman poule
48. Apprenti mousquetaire
49. Chapeau !
50. Dans le ventre
51. Le génie
52. L'autre tribu

## Récompenses
| Année | Récompenses                            | Catégories                     | Nomination | Résultats  | Réf.   |
| ----- | -------------------------------------- | ------------------------------ | ---------- | ---------- | ------ |
| 2016  | International Emmy Kids Awards         | Meilleur programme préscolaire | Molang     | Nomination | [ 16 ] |
| 2018  | Prix Export de TV France International | Meilleure série d'animation    | Molang     | Lauréat    | ,      |

## Produits dérivés
L'univers de la série a inspiré entre 800 et 850 produits dérivés. Notamment des gommes, peluches, cartables, jouets, housses de couette ou encore cosmétiques,.

## Identité visuelle

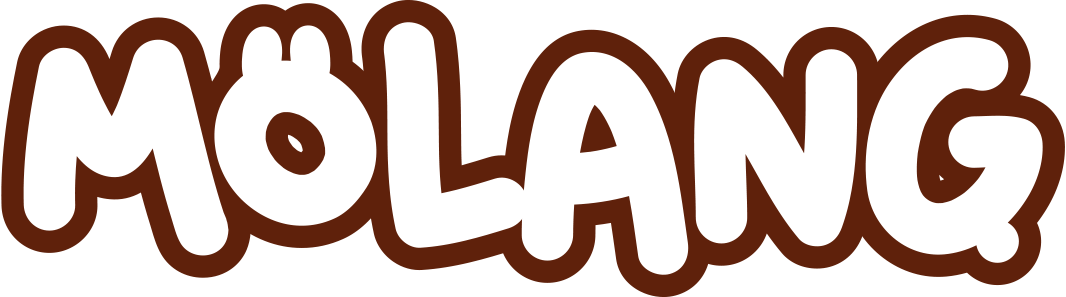
Ancien logo, dans sa version blanche.
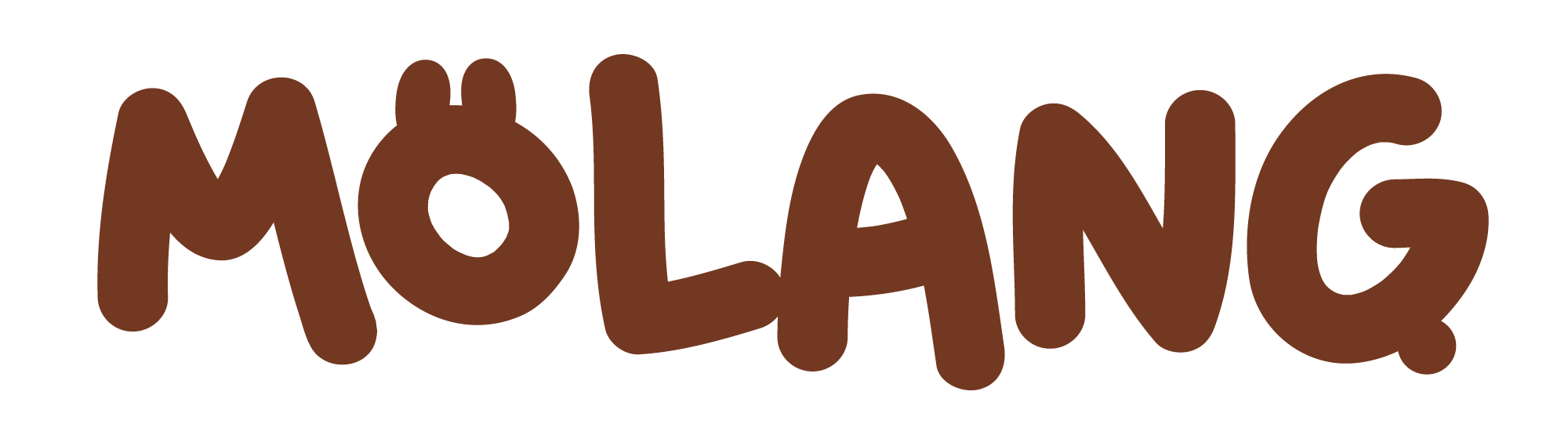
Ancien logo, dans sa version marron.
Logo modifié en juillet 2019, dans sa version marron.
Logo modifié en juillet 2019, dans sa version blanche.
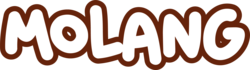
Logo actuel, depuis 2021